# Molophilus ponticus
Molophilus ponticus là một loài ruồi trong họ Limoniidae. Chúng phân bố ở miền Cổ bắc.